# Paul Werner (Jurist)
Paul Werner (* 23. Juli 1913 in Kassel; † 24. Juni 2003) war ein deutscher Jurist.

## Werdegang
Werner war Sohn des Studienrats Carl Werner und dessen Gattin Maria Werner. Er studierte Rechtswissenschaften und war später für den Bayerischen Prüfungsverband öffentlicher Kassen tätig. 1958 kam er als stellvertretendes Vorstandsmitglied zur Bayern-Versicherung und übernahm dort die gesamte Innenorganisation. Er wurde 1963 ordentliches Vorstandsmitglied und 1964 Generaldirektor des Unternehmens. Ab 1967 war er Vorsitzender des Verbandes öffentlicher Lebens- und Haftpflichtversicherer. 1978 zog er sich ins Privatleben zurück.

## Ehrungen
- 1978: Großes Verdienstkreuz der Bundesrepublik Deutschland[1]
- Bayerischer Verdienstorden